# Гужански, Тамар
Тама́р Гужа́нски (ивр. תמר גוז'נסקי‎; род. 3 октября 1940, Петах-Тиква, подмандатная Палестина) — израильская политическая деятельница, член политбюро Коммунистической партии Израиля (с 1981 года) и депутат кнессета 12—15-го созывов от блока «ХАДАШ».

## Биография
Родилась в семье строительного рабочего и официантки, убеждённых сторонников партии «МАПАЙ». Отец Тамар, воинствующий атеист, поменял фамилию на Аль-Кофер. В 14 лет присоединилась к молодёжной организации Коммунистической партии Израиля. Окончила педагогический колледж им. Шейна в городе Петах-Тиква. Продолжила образование в Ленинградском университете, который окончила со специальностью экономиста. Вышла замуж за Йорама Гужанского, выходца из семьи ветеранов КПИ, возглавлявшего Союз коммунистической молодёжи Израиля.
С 25 лет публиковала статьи в специализированных журналах и общедоступной прессе. Занимала пост ответственного редактора газеты компартии Израиля «Арахим», а с 1984 года была редактором журнала КПИ «Зо ха-дерех». В 1969 году издала книгу «Экономическая независимость — каким образом?» (ивр. עצמאות כלכלית – כיצד?‎), в 1988 году — книгу «Развитие капитализма в Палестине» (ивр. התפתחות הקפיטליזם בפלשתינה‎). С 1973 по 1990 год входила в состав исполкома Гистадрута — федерации профсоюзов Израиля. В 1981 году избрана в политбюро КПИ, в 1992 году стала заместительницей председателя совета блока «ХАДАШ», в который входила коммунистическая партия.
С 1990 по 2003 год — депутат кнессета от фракции «ХАДАШ», в общей сложности принимала участие в работе четырёх созывов с 12-го по 15-й. В кнессете 13-го и 14-го созывов занимала пост председателя совместной комиссии по делам детей дошкольного возраста, в кнессете 15-го созыва — председателя комиссии по правам ребёнка и особой комиссии по вопросу отсеивания из школ. Входила также в состав комиссий по труду и благосостоянию, по правам женщины и гендерному равноправию, по науке и технологии и по делам кнессета. За время работы в кнессете была автором более чем 40 законопроектов, наиболее заметным среди которых был закон о защите прав съёмщиков социального жилья, получивший известность как «закон Гужански». Среди проведённых Гужански законопроектов также были закон о бесплатном образовании с 3-летнего возраста, закон о сексуальных преступлениях, законопроект о службе помощи молодым матерям «Типат халав» (с ивр. — «Капля молока»), позволивший спасти эту службу от закрытия, закон о повышении пенсионного возраста для женщин и закон об общественной реабилитации душевнобольных.
По окончании парламентской карьеры преподавала в Университете имени Бен-Гуриона, в колледже имени Сапира и в колледже Тель-Авива-Яффо. Продолжала редактировать газету «Зо ха-дерех» до 2012 года.